# Saint-Projet-Saint-Constant
Saint-Projet-Saint-Constant är en kommun i departementet Charente i regionen Nouvelle-Aquitaine i västra Frankrike. Kommunen ligger  i kantonen La Rochefoucauld som ligger i arrondissementet Angoulême. År 2018 hade Saint-Projet-Saint-Constant 1 065 invånare.

## Befolkningsutveckling
Antalet invånare i kommunen Saint-Projet-Saint-Constant
Referens:INSEE